# ブラックホール (1979年の映画)
『ブラックホール』（原題: The Black Hole）は、1979年のアメリカのSF映画。
1980年開催の第52回アカデミー賞で、撮影賞と視覚効果賞にノミネートされた。日本公開時のキャッチコピーは「もうすぐ宇宙は発狂する。」。日本版のイメージソングは須藤薫が歌った「THE BLACK HOLE」。

## ストーリー
人類の居住可能な惑星を探して、何カ月もの間宇宙を旅していたNASAの宇宙探査船U.S.S.パロミノ号。クルーは船長のホランド、副長のチャールズ、科学者のデュラントとケイト、ジャーナリストのハリーの5人、そして小型ロボットのV.I.N.CENT.（ヴィンセント）。疲れ果てた乗組員を乗せて地球への帰路を急いでいた船は、史上最大級のブラックホールに遭遇する。
ブラックホールのすぐ近くには、20年前に消息を絶ったアメリカの超大型宇宙船シグナス号の姿があった。シグナス号は巨大な引力を持つブラックホールの間近にいながらも、それに引き込まれずに宇宙空間を平然と漂っていた。ブラックホールの引力に翻弄されながらも、なんとかシグナス号の船内に侵入したパロミノ号の一行。彼らの前に現れたのは、銀色の仮面と黒装束に身を包んだヒューマノイド達と、不気味な赤いロボット"マクシミリアン"、そして天才科学者にしてシグナス号の唯一の生き残り、ラインハート博士だった。
一行を出迎えたラインハート博士は、シグナス号で起きたこれまでの出来事を語った。今から20年前、シグナス号が流星群によって破損した際に88名の乗組員たちは緊急用シャトルで脱出。ラインハート博士と共に残ったケイト博士の父親はすでに死亡。ラインハート博士は反重力装置と、博士の手足となって働くヒューマノイドやマクシミリアンを開発し、一人ブラックホールの研究を続けていたのだった。
船内を探検していたV.I.N.CENT.は、旧式のおんぼろロボットBO.B.（ボブ）に出会い、20年前の恐ろしい真実を知る。それは、ブラックホールを探検するという危険な探求心のために、ラインハートがケイト博士の父親を殺害、残った乗組員たちをヒューマノイドに改造し、シグナス号を乗っとったというものだった。V.I.N.CENT.からその話を聞かされた乗組員はパロミノ号で脱出しようとするが、デュラント博士はマクシミリアンに殺害され、ケイト博士はラインハートの命令で病院（ヒューマノイドの製造室）へと連行されヒューマノイドに改造されそうになったが、手術開始直後にホランドらによって救出された。
船長たちは脱出を急いだものの、ハリーにパロミノ号を乗っ取られてしまい、その船もシグナス号からの攻撃で破壊されてしまう。そこでブラックホール至近調査用の探査船で脱出を図ろうとするが、ラインハートの命令を受けたロボット警備兵と銃撃戦となり、その行く手を阻まれた。そこに流星群が迫り、シグナス号を直撃。シグナス号は徐々に船体を破損させながらブラックホールの超重力に分解され始め、動力炉までが破壊されて航行不能に陥ってしまった。脱出しようとしたラインハートは船の部品の下敷きになり動けなくなる。
立ちふさがるマクシミリアンをかろうじて倒したシグナス号の乗員たちは、ラインハートが解明したブラックホール突破用のコースにプログラミングされた小型探査船に乗り込んだ。
一方、シグナス号に閉じ込められたラインハートは、宇宙空間を漂っており、同じく宇宙空間に放り出されたマクシミリアンと同一化してしまう。そこは地獄をイメージする炎の燃えさかる謎の空間であった。
小型探索船に乗り込んだ一行は、重力圏を離脱するのではなく、ラインハートがセッティングしたブラックホール内部へのコースに突入して行くことになる。

## 登場キャラクター
ハンス・ラインハート博士
天才的な科学者で、全長457.5メートルもある人類史上最大の宇宙船・シグナス号の船長。ブラックホールの重力を遮断するシステムと、ブラックホールにも吸い込まれないほどの出力を持つ動力源“シグニウム炉”を開発。ブラックホールの近傍に停泊し続けて、そこから得られる科学データを解析し、超重力によって形成される超空間トンネルへの探査旅行によってブラックホールの秘密を解き明かそうとしている。
物理学、ロボット工学、エネルギー工学など多方面で高度な研鑽を積んで成果を上げてきた天才科学者として有名だが、傲慢で身勝手な危険人物でもある。
人知れず活動してきた故の人恋しさもあったせいか、賞賛者となったデュラント博士を右腕となる人物と見込み、ブラックホールへの旅に連れて行こうとする。シグナス号はブラックホールに進入するが巨大な重力に耐え切れず崩壊し、博士は瓦礫の下敷きとなり身動きが取れなくなる。ラストシーンでブラックホールの中を抜ける中、宇宙空間を漂う博士はマクシミリアンと合体し、地獄に落ちていった様子が描かれる。
アレックス・デュラント博士
天体物理学者。ラインハート博士の卓越した才能と科学者としての優れた思考に共感し、彼の“弟子”としてブラックホール探査旅行に付き従おうとするが、ケイト博士の必死の呼びかけによって20年前に起きた真実を知り…。
ダン・ホランド
パロミノ号の船長。観察力に優れた冷静沈着な人物。シグナス号内で出会ったラインハート博士の強引かつ自己中心的な言動を危惧し、シグナス号内部を調べて、警備用以外のロボット乗員たちが脳を破壊されてヒューマノイドにさせられた“元・人間”であることを知る。捕らえられたケイト博士の救出に向かうが、ハリーの身勝手な行動でパロミノ号が失われるや、ラインハート博士がブラックホールの至近探査に用いた小型探査船での脱出を決断する。
ハリー・ブース
ジャーナリスト。船内の不気味な様子と船を完全に私物化したラインハート博士の危険な言動を怪しみ、いち早く脱出を主張。結局、危険な探査旅行へ向かい始めたシグナス号から1人だけでも脱出しようとパロミノ号で脱出しようとする。
チャールズ・パイザー中尉
宇宙船一等航海士。ホランド船長の部下としてV.I.N.CENT.と共にブラックホール重力圏からの生還を目指す。
ケイト・マックレイ博士
天体地球物理学者。パロミノ号クルーの紅一点。父がシグナス号の乗員だったこともあり、父を始めとする乗員の行方を心配していた。V.I.N.CENT.とテレパシーで会話ができ、それによってラインハート博士が20年前に警備用ロボット軍団で船を制圧し、乗員たちが脳を破壊されてヒューマノイドに改造されたことを知らされるとデュラント博士に真相を告げ、ラインハート博士に反抗。そのまま捕らわれて警備ロボットによって病院へ連行され、ヒューマノイドに改造されかけたが、手術開始直後にダンとV.I.N.CENT.及びBO.B.に救出される。
V.I.N.CENT.（ヴィンセント）
感情を持った。形式番号LF-396。身長92cm、重量47kg。
作業用マニピュレータ4基、レーザーガン2基、ドリル･アーム1基を内蔵。反重力ホバリング装置で宙に浮いて移動する。音声認識装置で地球上のほとんどの言語を話すことができ、特定の人物とのテレパシー能力も持っており、比較的新しい地球の技術で作られたらしく、ラインハート博士のロボットには無い機能を持ち、基本性能も高い。
名前は"Vital Information Necessary CENTerized（必要関連情報集中装置）"の略。
BO.B.（ボブ）
倉庫で発見されたボロボロの小型ロボットで、V.I.N.CENT.の旧式モデル。かつてラインハート博士の反乱に抵抗した乗員たちに味方した経緯があったせいか、ラインハート博士に警戒されて修理されること無く各部が破損したままとされてしまい、片方の反重力ホバリング装置は無くなっている。オールドボブとも呼ばれ、アメリカ南部訛りで喋る。
ラインハートに開発されたロボット軍団とは異なり、一方的に博士に従う存在ではなかったため、V.I.N.CENT.と意気投合してこれまでの経緯をシグナス号の乗員たちに伝え彼らの脱出に協力する。しかし、出し抜けに放たれたマクシミリアンのレーザー射撃を受け、これまでのダメージの蓄積もあって動けなくなり、覚悟を決めてV.I.N.CENT.に最後の励ましの言葉を送ると完全に機能停止（死亡）する。
名前は"BiO-sanitation Battalion"の略。
マクシミリアン
シグナス号の管理やラインハート博士の護衛、警備用ロボット達の指揮をする真紅のロボット。身長193cm、重量115Kg。
動力源はラインハート博士の開発した小型シグニウム炉である。V.I.N.CENT.と同様に反重力装置で宙を移動する。レーザーやドリルの付いた6本の腕やロケットブースター・対レーザー装甲を持ち、防御力と攻撃力が非常に高く戦闘に特化した性能を持っておりV.I.N.CENTやBO.B.のレーザー攻撃は全く効かず、一行を執拗に追い続ける。言葉は発しないが意思や感情を持っているものの、外部からの呼びかけに対する反応が鈍く、しばしば命令を無視したかのような行動に出てしまい、その結果として拘束するだけで済ませるはずだったデュラント博士を殺害し、瓦礫の下敷きになって動けなくなったラインハート博士を見殺しにしてしまう。一行の脱出直前まで追い続けるが、至近距離まで近付いた所でV.I.N.CENT.の工作用ドリルで装甲に穴を空けられダメージを受け一時的に機能停止する。ラストシーンでラインハート博士の魂を取り込んで地獄の底に立つ姿が描かれる。
S.T.A.R.主将（スター主将）
レーザーで武装した警備用ロボットの隊長格。おんぼろロボットのBO.B.を馬鹿にしている。訓練中にV.I.N.CENT.と射撃対決をするが、V.I.N.CENT.の放ったレーザーが壁に反射し、胸に当たり行動不能に。
名前は"Special Troops/Arms Regiment"の略。
ヒューマノイド
シグナス号でラインハート博士の手足となって働く70台のロボット。銀色の仮面と黒いマントを身にまとった人間のような姿をしており、動作しなくなった仲間をブラックホールに葬り出す宇宙葬までする人間くささを持っている。しかしその実態はラインハートの手によって脳を破壊され意思を奪われたシグナス号の乗組員である。

## キャスト
| 役名                       | 俳優                                     | 日本語吹替   | 日本語吹替       |
| 役名                       | 俳優                                     | フジテレビ版 | ディズニー公式版 |
| -------------------------- | ---------------------------------------- | ------------ | ---------------- |
| ハンス・ラインハート博士   | マクシミリアン・シェル                   | 横内正       | 小林修           |
| アレックス・デュラント博士 | アンソニー・パーキンス                   | 野沢那智     | 小川真司         |
| ダン・ホランド             | ロバート・フォスター                     | 金内吉男     | 安原義人         |
| ハリー・ブース             | アーネスト・ボーグナイン                 | 富田耕生     | 富田耕生         |
| チャールズ・パイザー中尉   | ジョセフ・ボトムズ                       | 津嘉山正種   | 宮本充           |
| ケイト・マックレイ博士     | イヴェット・ミミュー                     | 野際陽子     | 小宮和枝         |
| S.T.A.R.主将               | トミー・マクローリン                     | 台詞なし     | 台詞なし         |
| V.I.N.CENT.の声            | ロディ・マクドウォール（クレジットなし） | 鈴置洋孝     | 安西正弘         |
| BO.B.の声                  | スリム・ピケンズ（クレジットなし）       | 竹中直人     | 石井隆夫         |

- フジテレビ版：初回放送1984年4月14日『ゴールデン洋画劇場』
- ディズニー公式版：製作時期不明。2016年にdTVで配信され、後にDisney+での配信にも使用されている。2022年にはスーパー!ドラマTVで放送された。

## 製作概要

### 製作
映画が企画されたのは1974年のことで、最初に書かれた脚本は数百人を乗せた巨大な宇宙船が超新星爆発に巻き込まれるという、SF版「ポセイドン・アドベンチャー」とも言えるパニック映画だった。脚本を修正するうちに超新星はブラックホールに代わり、ディズニー映画らしく子供や動物を登場させるなどアイデアは二転三転した。一時は計画が頓挫しそうになったが、1976年に最初から脚本をやり直してようやくストーリーがまとまった。
1976年の時点ではタイトルが”Space Probe One”（スペース・プローブ・ワン）、船名は「ケンタウルス号」だった。しかしゲイリー・ネルソン監督がこのタイトルが気に入らなかったためディズニー社内でアンケートを募り、最多数の「ブラックホール」に決定した。船名もブラックホールが初めて発見されたシグナス（はくちょう座）の方が相応しいという意見があり変更した。

### シグナス号の模型
シグナス号の模型は全長3.6メートル、重量は約80キロあり、15人ほどのスタッフが1年がかりで2隻を製作した。予算は2隻で10万ドル(現在の43万ドル)だった。骨組みのほとんどが真鍮製でアクリルパイプなども多用している。船体中央には半透明の樹脂製の箱が並べられ、その中で約150個の自動車のポジション球を光らせた。これ以外にもクローズアップシーンの撮影用に部分的な巨大な模型がいくつか作られた。
ミニチュア模型は木箱に入れ緩衝材を詰めて梱包するのが一般的だが、いつものやり方では無数の突起物や繊細な骨組みが壊れてしまう恐れがあるため、試行錯誤の末に何本ものストラップを用いて箱の中にハンモックのように吊るすことにした。
1隻はクライマックスシーンの撮影で完全に破壊され処分した。もう1隻はニューヨーク近代美術館にしばらく展示されたあと木箱に入れてディズニーの小道具倉庫に保管したが、あるときフォークリフトが接触して木箱が落下しバラバラに崩壊してしまった。破片は従業員たちが記念に持ち帰ったという。

### 特殊効果
ミニチュアを撮影する機材は「スター・ウォーズ」（1977）のために作られた「ダイクストラフレックス」を借りる予定だったが、ILMが提示する条件とレンタル費用で折り合いが付かず断念した。ディズニーは100万ドルを費やして独自の特殊撮影用カメラ、A.C.E.S.(Automated Camera Effects System)を考案するのだが、結果的にダイクストラフレックスより優れたシステムが出来上がった。
マットペインティングは後に「ディズニーレジェンド」の称号を与えられるピーター・エレンショーに依頼し、150枚を超えるマット画を使用した。船長室に飾ってある絵は彼が描いたシグナス号の初期のコンセプト画である。
ブラックホールが渦巻く映像は、透明なアクリル板で作った直径1.8mの円形の水槽の中で渦巻きを作り、上から光を当てて様々な色の塗料を流し込みながら水槽の下から撮影した。
船内のシーンは全編を通して無重力状態のように描く予定だったが、実際に試してみると技術的に非常に難しく俳優への負担も大きいことがわかり、急きょ脚本を書き直してパロミノ号のシーンのみとなった。

## ソフト化
日本ではVHS（ポニー版・バンダイ版）とLD（レーザーディスク版）で字幕版で発売され、現在DVD化はされていない。VHS版およびLD版、共に画面左右両端をトリミング・カットした4:3画面で収録されている（劇場公開されたオリジナルフィルムは、16:9シネマスコープサイズ）。ちなみにアメリカではDVD化されている。

## リメイク
2009年11月に、本作のリメイク企画が進行中であることを発表。ジョセフ・コシンスキー監督、ショーン・ベイリーをプロデューサーに迎え、ウォルト・ディズニー配給で「2012年公開予定」とされ、2011年にはヘイデン・パネッティーアの出演が噂されていたが、その後2012年には公開されず、延期になったのか中止になったのかも不明となっている。